# NGC 2712
NGC 2712 ist eine Balken-Spiralgalaxie vom Hubble-Typ SBb im Sternbild Luchs am Nordsternhimmel. Sie ist schätzungsweise 82 Millionen Lichtjahre von der Milchstraße entfernt.
Das Objekt wurde am 19. März 1828 vom britischen Astronomen John Herschel entdeckt.